# Henry Mintzberg
Henry Mintzberg (Montréal, 2 settembre 1939) è un economista canadese, studioso di scienze gestionali, ricerca operativa, organizzazione aziendale e strategia. Dal 1968 ha insegnato management presso la Facoltà di Management Desautels della McGill University di Montreal.

## Biografia
Mintzberg è nato il 2 settembre 1939 a Montreal, Quebec, Canada. È figlio di genitori ebrei, Myer e Irene (Wexler) Mintzberg. Suo padre, Myer Mintzberg, era un industriale. Ha conseguito la sua prima laurea in ingegneria meccanica presso la McGill University nel 1961. Durante la sua permanenza alla McGill University ha fatto parte di due società d'onore, è stato rappresentante del consiglio studentesco, redattore sportivo del McGill Daily, altro ancora. Mintzberg ha poi completato la sua seconda laurea nel 1962. Questo grado era un Bachelor of General Arts e lo ha ricevuto dalla Sir George Williams University, che ora è conosciuta come Concordia University.
Ha quindi ottenuto il Master in Management presso la MIT Sloan School of Management nel 1965. Durante i suoi studi ha vinto il premio Quebec Fellowship e il premio M.I.T. Fellowship. Per completare la sua formazione, Mintzberg tornò alla Sloan School of Management del MIT e completò il suo dottorato di ricerca nel 1968. La sua tesi: "Il manager al lavoro: determinare le sue attività, ruoli e programmi mediante l'osservazione strutturata". Ha studiato i campi della politica (maggiore), degli studi organizzativi, dei sistemi informativi e di controllo e della specializzazione in scienze politiche.

## Carriera
Dal 1991 al 1999 è stato visiting professor presso l'INSEAD.
Nel 2004 ha pubblicato un libro intitolato Managers Not MBAs in cui delinea ciò che ritiene sbagliato nella formazione manageriale di oggi. Mintzberg sostiene che prestigiose scuole di management come la Harvard Business School e la Wharton Business School dell'Università della Pennsylvania sono ossessionate dai numeri e che i loro tentativi troppo zelanti di rendere il management una scienza stanno danneggiando la disciplina del management. Mintzberg sostiene una maggiore enfasi sui programmi post-laurea che educano i manager praticanti (piuttosto che gli studenti con poca esperienza nel mondo reale) facendo affidamento sull'apprendimento dell'azione e sulle intuizioni dei propri problemi ed esperienze.
Mintzberg scrive sui temi della gestione e della strategia aziendale, con più di 150 articoli e quindici libri a suo nome. Il suo libro fondamentale, The Rise and Fall of Strategic Planning, critica alcune delle pratiche della pianificazione strategica di oggi.
Mintzberg gestisce due programmi presso la Facoltà di Management di Desautels che sono stati progettati per insegnare il suo approccio alternativo alla gestione e alla pianificazione strategica: l'International Masters in Practice Management (IMPM) in associazione con il McGill Executive Institute e l'International Masters for Health Leadership (IMHL). Con Phil LeNir, è titolare di Coaching Ourselves International, una società privata che utilizza il suo approccio alternativo per lo sviluppo manageriale direttamente sul posto di lavoro.

## Contributo alla teoria dell'organizzazione
Il quadro delle configurazioni organizzative di Mintzberg è un modello che descrive sei configurazioni organizzative valide (originariamente solo cinque; la sesta è stata aggiunta in seguito):
1. Struttura semplice, caratteristica dell'organizzazione imprenditoriale
2. Burocrazia meccanica
3. Burocrazia professionale
4. Forma diversificata
5. Adhocrazia, o organizzazione innovativa
6. Organizzazione missionaria, o organizzazione idealistica

Le strategie teorizzate da Henry Mintzberg sono:
1. Strategia Deliberata: è la strategia come viene concepita all'interno del gruppo dei dirigenti
2. Strategia Realizzata: è la strategia che viene effettivamente implementata (e solo in parte correlata della strategia Deliberata)
3. Strategia Emergente: sono le principali determinanti della strategia Realizzata. Cioè quell'insieme di decisioni che emergono dal complesso processo in cui i singoli manager interpretano la strategia deliberata e l'adattano alle circostanze esterne.

Modello concettuale della teoria di Mintzberg sulle configurazioni organizzative

Per quanto riguarda il coordinamento tra i diversi compiti, Mintzberg definisce i seguenti meccanismi:
1. Adeguamento reciproco, che realizza il coordinamento attraverso il semplice processo di comunicazione informale (come tra due dipendenti operativi)
2. La supervisione diretta si ottiene facendo in modo che una persona emetta ordini o istruzioni a diverse altre persone il cui lavoro è correlato (come quando un capo dice agli altri cosa deve essere fatto, un passo alla volta)
3. Standardizzazione dei processi di lavoro, che realizza il coordinamento specificando i processi di lavoro delle persone che svolgono compiti correlati (quegli standard solitamente sviluppati nella tecnostruttura da svolgere nel nucleo operativo, come nel caso delle istruzioni di lavoro che escono dagli studi di tempo e movimento)
4. Standardizzazione degli output, che realizza il coordinamento specificando i risultati di diversi lavori (di solito sviluppati nella tecnostruttura, come in un piano finanziario che specifica gli obiettivi di prestazione delle sottounità o le specifiche che delineano le dimensioni di un prodotto da realizzare)
5. Standardizzazione delle competenze (oltre che delle conoscenze), in cui lavori diversi sono coordinati in virtù della relativa formazione che i lavoratori hanno ricevuto (come nel caso dei medici specialisti – ad esempio un chirurgo e un anestesista in sala operatoria – che rispondono quasi automaticamente alle procedure standardizzate degli altri)
6. Standardizzazione delle norme, in cui sono le norme che infondono il lavoro ad essere controllate, di solito per l'intera organizzazione, in modo che tutti funzionino secondo lo stesso insieme di credenze (come in un ordine religioso)

Secondo il modello di configurazioni organizzative di Mintzberg, ogni organizzazione può essere composta da un massimo di sei parti fondamentali:
1. Apice strategico (top management)
2. Linea intermedia (middle management)
3. Core operativo (operazioni, processi operativi)
4. Tecnostruttura (analisti che progettano sistemi, processi, ecc.)
5. Personale di supporto (supporto al di fuori del flusso di lavoro operativo)
6. Ideologia (alone di credenze e tradizioni; norme, valori, cultura)

## Contributo alla teoria della strategia aziendale
Forse la caratteristica più distintiva dei risultati della ricerca e degli scritti di Mintzberg sulla strategia aziendale, è che hanno spesso sottolineato l'importanza della strategia emergente, che sorge in modo informale a qualsiasi livello in un'organizzazione, come alternativa o complemento alla strategia deliberata, che è determinata consapevolmente dal top management o con l'acquiescenza del top management. È stato fortemente critico nei confronti del filone della letteratura strategica che si concentra prevalentemente sulla strategia deliberata.

## Vita privata
Henry è sposato con Dulcie Mintzberg e ha due figli, Susie e Lisa. Ha anche tre nipoti, Laura, Tomas e Maya.
Henry Mintzberg ama scrivere racconti sulle sue esperienze di vita personali. A Mintzberg piace anche collezionare sculture di castori e condivide le foto della sua collezione sul suo sito web personale.
Mintzberg ha vinto due volte il McKinsey Award per aver pubblicato il miglior articolo sulla Harvard Business Review (nonostante la sua posizione critica sul business della consulenza strategica). A lui si attribuisce anche il merito di aver co-creato l'organigramma, che viene insegnato nelle business school. Nel 1997, il Dr. Mintzberg è stato nominato Ufficiale dell'Ordine del Canada. Nel 1998 è stato nominato Ufficiale dell'Ordine Nazionale del Quebec. Attualmente è membro della Strategic Management Society.

## Opere
- La progettazione dell'organizzazione aziendale, ISBN 88-15-05603-3, Il Mulino 1996.
- Ascesa e declino della pianificazione strategica, ISBN 88-8008-039-3, Isedi 1996.
- Perché odio volare, ISBN 88-8363-235-4, Ilsole24ore 2001.
- Il lavoro manageriale in pratica, Franco Angeli 2013